# آندره لیکنروویچ
آندره لیکنروویچ (انگلیسی: André Lichnerowicz؛ زاده ۲۱ ژانویهٔ ۱۹۱۵ درگذشته ۱۱ دسامبر ۱۹۹۸) یک فیزیک‌دان و ریاضی‌دان لهستانی‌تبار اهل فرانسه بود.